# Anna Tomowa-Sintow
Anna Tomowa-Sintow (née le 22 septembre 1941 à Stara Zagora) est une soprano bulgare.

## Biographie
Anna Tomowa-Sintow prend des leçons de piano dès l'âge de six ans. Elle apprend le chant au conservatoire de Sofia avec  notamment, pour professeurs, Georgi Zlatev-Cherkin and Katja Spiridonowa.
En 1972, elle est engagée à l'Opéra d'État de Berlin où elle chante dans des opéras de Mozart (Così fan tutte, Les Noces de Figaro) et de Richard Strauss (Der Rosenkavalier, Ariadne auf Naxos). L'année suivante, elle se produit à Paris dans la représentation du requiem de Giuseppe Verdi.
Elle travaille en collaboration avec le chef d'orchestre Herbert von Karajan à partir de 1973 et fait de nombreuses apparitions à Salzbourg. Elle est également invitée à se produire sur les grandes scènes internationales, comme l'Opéra d'État de Vienne, La Scala de Milan et la Royal Opera House de Londres.
Elle chante sous la direction de chefs de renom, tels Carlos Kleiber, Karl Böhm, Wolfgang Sawallisch, Colin Davis, Claudio Abbado, Riccardo Muti, Zubin Mehta. Elle compte parmi ses partenaires de scène Luciano Pavarotti, Plácido Domingo et José Carreras.

## Rôles
- Vincenzo Bellini : Norma (Norma).
- Alexandre Borodine : Jaroslavna (Le Prince Igor)
- Umberto Giordano : Madeleine (Andrea Chénier)
- Erich Wolfgang Korngold : Heliane (Das Wunder der Heliane)
- Pietro Mascagni : Santuzza (Cavalleria rusticana)
- Wolfgang Amadeus Mozart : Donna Anna (Don Giovanni), la comtesse (Les Noces de Figaro), Fiordiligi (Così fan tutte)
- Giacomo Puccini : Tosca (Tosca), Turandot (Turandot), Madame Butterfly, Manon Lescaut
- Richard Strauss : La maréchale (Der Rosenkavalier), l'impératrice (La femme sans ombre), Ariadne (Ariadne auf Naxos), Arabella (Arabella), Helena (Die ägyptische Helena), Madeleine (Capriccio), Salome
- Piotr Ilitch Tchaïkovski : Tatiana (Eugène Onéguine)
- Giuseppe Verdi : Abigaïlle (Nabucco), Aida, Desdemone (Otello), Elisabeth (Don Carlo), Violetta (La Traviata), Amelia (Un bal masqué), Amelia (Simon Boccanegra), Leonora (La Force du destin), Leonora (Le Trouvère)
- Richard Wagner : Elisabeth (Tannhäuser), Elsa (Lohengrin), Sieglinde (La Walkyrie)

## Distinctions
- Prix national de la République démocratique allemande (1974)
- Membre d'honneur de l'Opéra d'État de Berlin (2021)[2]